# Stoyakovo
Stoyakovo (en macédonien Стојаково) est un village du sud-est de la Macédoine du Nord, situé dans la municipalité de Bogdantsi. Le village comptait 1931 habitant en 2002.

## Démographie
Lors du recensement de 2002, le village comptait :
- Macédoniens : 1 883
- Serbes : 40
- Valaques : 1
- Autres : 7